# Parafia św. Michała Archanioła w Nowym Dworze Mazowieckim
Parafia pw. Świętego Michała Archanioła w Nowym Dworze Mazowieckim – parafia rzymskokatolicka należąca do dekanatu nowodworskiego, diecezji warszawsko-praskiej, metropolii warszawskiej Kościoła katolickiego.

## Kościół parafialny
Kościół parafialny został zbudowany w 1792 w stylu klasycystycznym, murowany z cegły, otynkowany, w którym prezbiterium jest od strony południowej, rozbudowany w latach 1981-1984 według projektu architekta Stefana Kuryłowicza. Kościół jest pod wezwaniem św. Michała Archanioła, Niepokalanego Poczęcia Najświętszej Maryi Panny, św. Stanisława biskupa i męczennika i św. Apolonii męczennicy. Mieści się przy ulicy Warszawskiej. 

## Cmentarz
Około 400 metrów od kościoła w prostej linii na południe przy ulicy Słowackiego znajduje się zabytkowy cmentarz parafialny założony w 1694 roku. Na cmentarzu tym znajdują się między innymi groby i kwatery żołnierzy z lat 1920, 1939-1944 i kwatera ofiar terroru hitlerowskiego.